# ジーン・ウィルソン
ジーン・ウィルソン（Jean Wilson）は、イギリスの女性ナレーター。イスト所属。

## 来歴・人物
東日本旅客鉄道（JR東日本）の新幹線など、複数の鉄道事業者の車内英語アナウンスを担当。また、歌舞伎座の英語放送装置の音声も担当している。
イギリス国籍を持ち、イギリス英語、日本語、フランス語にも堪能である。来日後、ナレーター、英語講師だけでなく、また雑誌や編集のコラムニストとして活動している。ほかにも、日本航空 (JAL) 機内放送ラジオパーソナリティー、カネボウ、国際家具見本市、世界文化賞、国土交通省、東京穀物取引所、埼玉県戸田市、大阪市立大学、日本たばこ産業 (JT) 、日本鋼管（現・JFEエンジニアリング）、富士フイルム、日本ビクター（JVC、現・JVCケンウッド）、オリンパス、トヨタ・アレックス（カーナビゲーション）などといった多数の企業で活動中。

## 車内放送について
すべて英語音声を担当。

### 新幹線
- 北海道新幹線（H5系・E5系）
- 東北新幹線（E2系、E3系、E5系・H5系、E6系）
- 上越新幹線（E7系・W7系）
- 北陸新幹線（E7系・W7系）
- 秋田新幹線（E6系）
- 山形新幹線（E3系、E8系）

### 在来線
- 特急列車

#### JR北海道
- 北斗・スーパー北斗（キハ183系）・（キハ261系）・（キハ281系）
- 宗谷・サロベツ（キハ261系）
- とかち（キハ261系）
- おおぞら（キハ283系）
- カムイ・ライラック（785系・789系）
- すずらん（785系・789系）
- オホーツク・大雪（キハ183系）

#### JR東日本
- 成田エクスプレス（E259系）
- あずさ・かいじ・富士回遊（E353系）
- ひたち・ときわ（E657系）
- 踊り子・湘南・草津・四万・あかぎ （E257系）・サフィール踊り子（E261系）
- 日光・きぬがわ（253系）
- わかしお・さざなみ・しおさい（E257系）
- いなほ・しらゆき（E653系）
- つがる（E751系）

#### JR西日本
- はるか（281系）[1]
- サンライズ瀬戸・出雲(285系)
- サンダーバード（683系4000番台）
- やくも(273系)

#### その他
- JR北海道 電化区間普通列車
- JR西日本 新快速など(223系・225系使用列車)
- 関空快速・紀州路快速
- 大阪環状線（323系）

#### 私鉄各社
- 江ノ島電鉄線
- 首都圏新都市鉄道つくばエクスプレス[1]
- 名古屋鉄道 名鉄特急、ワンマン列車（一部）
- 札幌市交通局 札幌市営地下鉄南北線